# Ляхово (Ермекеевский район)
Ляхово (баш. Ляхов) — деревня в Ермекеевском районе Башкортостана, входит в состав Спартакского сельсовета.

## Географическое положение
Расстояние до:
- районного центра (Ермекеево): 18 км,
- центра сельсовета (Спартак): 2 км,
- ближайшей ж/д станции (Приютово): 18 км.

## Население
| 2002 | 2009 | 2010 |
| ---- | ---- | ---- |
| 21   | ↘4   | ↗12  |

### Национальный состав
Согласно переписи 2002 года, преобладающая национальность — русские (62 %).

## Известные уроженцы
- Прибылов, Владимир Васильевич (1934—2006) — советский и российский театральный актёр. Народный артист РСФСР.